# Socialisation anticipatrice
 (octobre 2024).
Si vous disposez d'ouvrages ou d'articles de référence ou si vous connaissez des sites web de qualité traitant du thème abordé ici, merci de compléter l'article en donnant les références utiles à sa vérifiabilité et en les liant à la section « Notes et références ».
La socialisation anticipatrice désigne une socialisation qui a lieu par avance, c'est-à-dire en vue de l'intégration de l'individu dans un groupe de référence. Il s'agit d'un concept de sociologie.

## Concept
La sociologie a mis en lumière des mécanismes de socialisation, c'est-à-dire d'intégration progressive de normes sociales par l'individu au contact de membres du groupe. La socialisation anticipatrice est une socialisation qui se fait avant même l'intégration de l'individu dans le groupe de référence. Elle est causée par la simple anticipation, par l'individu, de son intégration future. Elle l'incite donc à modifier ses comportements et ses normes sociales.
Ce concept est d'abord théorisé par Robert King Merton en 1957. Elève de Talcott Parsons, il s'attache à une sociologie de l'individu au plus près de son comportement. L'idée qui sous-tend la socialisation anticipatrice est celle d'une société de plus en plus différenciée : l’individu ne se socialise pas seulement par rapport à son groupe d’appartenance mais aussi par rapport au groupe de référence, qu’il connaît sans y appartenir. Ce groupe social est considéré par l'individu comme porteur de valeurs, ou de buts, qui sont jugés désirables (voir Désirabilité sociale). 
La sociabilisation anticipatrice va de pair avec la méritocratie et la démocratisation des États, accentuant la mobilité sociale, et donc de favoriser les transfuges de classe, c'est-à-dire le passage d'une classe sociale à une autre.
La socialisation anticipatrice peut être vectrice de concurrence et s'inscrit dans une logique individualiste caractéristique des sociétés occidentales modernes : le peu de places dans le groupe de référence associé à un grand nombre d'individus désirant s'intégrer à ce groupe fournit un facteur supplémentaire de frustration et d'individualisme. Dans le cas où la structure sociale laisse peu de place à la mobilité, on observe l'émergence d’une frustration collective, pouvant causer de la violence ou des émeutes : c'est notamment le cas des heurts dans les banlieues, comme celles de 2005 en France.